# Doble discurso
El doble discurso (del inglés doublespeak) es el lenguaje que deliberadamente oscurece, disfraza, distorsiona o invierte el significado de las palabras. Este puede adoptar la forma de eufemismos (por ejemplo, “reducción de personal” por despidos y “servir al objetivo” por bombardeo), en cuyo caso su objetivo principal es hacer que la verdad suene más agradable. También puede referirse a la ambigüedad intencionada del lenguaje o a una auténtica inversión del significado. En estos casos, el doble discurso oculta la naturaleza de la verdad.
El doble discurso está estrechamente relacionado con el lenguaje político.

## Orígenes y conceptos
El término doble discurso deriva de dos conceptos de la novela de George Orwell, 1984, doblepensar y neolengua, a pesar de que el término en sí no se utiliza en la novela. Otra versión del término, doble lenguaje (del inglés doubletalk), que también se refiere a un discurso intencionadamente ambiguo, existía en la época en que Orwell escribió su libro, pero el uso de doble discurso, así como de doble lenguaje, en el sentido de enfatizar la ambigüedad, es claramente anterior a la publicación de la novela. También se han trazado paralelismos entre el doble discurso y el ensayo clásico de Orwell, La política y el idioma inglés, que trata de la distorsión lingüística con fines relacionados con la política, en el que observa que el lenguaje político a menudo sirve para distorsionar y ocultar la realidad. La descripción que hace Orwell del discurso político es muy similar a la definición popular del término doble discurso:
En nuestro tiempo, el discurso y la escritura política son en gran medida la defensa de lo indefendible... Por lo tanto, el lenguaje político tiene que consistir en gran parte en eufemismos, preguntas y vaguedades... el gran enemigo del lenguaje claro es la falta de sinceridad. Cuando hay una brecha entre los objetivos reales y los declarados, se recurre instintivamente a palabras largas y expresiones desgastadas…
El escritor Edward S. Herman citó lo que él consideraba ejemplos de doble discurso y doble pensamiento en la sociedad moderna. Herman describe en su libro, Más allá de la hipocresía, las principales características del doble discurso:
Lo realmente importante en el mundo del doble discurso es la capacidad de mentir, consciente o inconscientemente, y salirse con la suya; y la capacidad de utilizar mentiras y elegir y dar forma a los hechos de forma selectiva, bloqueando los que no se ajustan a una agenda o programa.

## Ejemplos

### En la política
Edward S. Herman y Noam Chomsky comentan en su libro Manufacturing Consent: the Political Economy of the Mass Media que el doble discurso orwelliano es un componente importante de la manipulación de la lengua inglesa en los medios de comunicación estadounidenses, mediante un proceso denominado dicotomización, un componente de la propaganda mediática que implica “un doble rasero profundamente arraigado en la información de las noticias”. Por ejemplo, el uso de fondos estatales por parte de los pobres y necesitados económicamente suele denominarse “bienestar social” o “donativos”, de las que se “aprovechan” los pobres “mimados”. Estos términos, sin embargo, no se aplican tan a menudo a otros beneficiarios del gasto público, como el gasto militar. El lenguaje belicoso utilizado indistintamente con llamamientos a la paz hacia Armenia por el presidente azerbaiyano Aliyev tras la Segunda Guerra de Nagorno-Karabaj fue calificado de doble discurso en los medios de comunicación.

### En la publicidad
Los anunciantes pueden utilizar un doble discurso para ocultar a los usuarios su intención comercial, a medida que se acentúan las resistencias de los usuarios frente a la publicidad. Algunos intentan contrarrestar esta técnica con una serie de sistemas que ofrecen diversos puntos de vista e información para poner de manifiesto los métodos manipuladores y deshonestos que emplean los anunciantes.
Según Jacques Ellul, “el objetivo no es ni siquiera modificar las ideas de la gente sobre un tema determinado, sino lograr la conformidad en la forma de actuar de la gente”. Demuestra este punto de vista ofreciendo un ejemplo de la publicidad de medicamentos. El uso del doble discurso en los anuncios hizo que la producción de aspirina aumentara casi un 50%, pasando de más de 23 millones de libras en 1960 a más de 35 millones en 1970.

### En la comedia
El doble discurso, sobre todo cuando es exagerado, puede utilizarse como recurso en la comedia satírica y el comentario social para parodiar irónicamente el intento de ofuscación o prevaricación de los estamentos políticos o burocráticos. La serie de televisión Yes Minister destaca por el uso de esta técnica. Oscar Wilde fue uno de los primeros en utilizar este recurso e influyó notablemente en Orwell.

### Esquema intensificar/minimizar
Este esquema fue formulado por Hugh Rank y es una herramienta sencilla diseñada para enseñar algunos patrones básicos de persuasión utilizados en la propaganda política y la publicidad. La función del esquema intensificar/minimizar no es dictar lo que debe discutirse, sino fomentar el pensamiento lógico y la organización sistemática. El patrón funciona de dos maneras: intensificando y restando importancia. Todas las personas intensifican y lo hacen mediante la repetición, la asociación y la composición. Para restarle importancia se suele recurrir a la omisión, la distracción y la confusión al comunicarse con palabras, gestos, números, etc. Las personas pueden enfrentarse mejor a la persuasión organizada reconociendo las formas habituales en las que se intensifica o minimiza la información, a fin de contrarrestar el doble discurso.

### En las redes sociales
En 2022 y 2023, se informó ampliamente que los usuarios de las redes sociales estaban utilizando una forma de doble discurso (a veces llamado algospeak) para subvertir la moderación de contenidos en plataformas como TikTok. Entre los ejemplos se incluye el uso de la palabra unalive (des-vivido/des-vivir) en lugar de dead (muerto) o kill (matar), o el uso de leg booty (pronunciación deliberadamente incorrecta de LGBT) que los usuarios creían que evitaría que los algoritmos de moderación bloquearan o banearan en la sombra sus cuentas. En 2022, según Forbes, casi un tercio de los usuarios de redes sociales estadounidenses informaron que usaban “emojis o frases alternativas” para subvertir la moderación de contenido.

## Premio al Doble Discurso
Los políticos utilizan a menudo el doble discurso para promover sus intereses. El Premio al Doble Discurso es un “homenaje irónico a los oradores públicos que han perpetuado un lenguaje sumamente engañoso, evasivo, eufemístico, confuso o egocéntrico”. Lo concede el Consejo Nacional de Profesores de Inglés (NCTE, National Council of Teachers of English) de EE. UU. desde 1974. Los galardonados con el Premio al Doble Discurso suelen ser políticos, de la administración nacional o de departamentos. Un ejemplo de ello es el Departamento de Defensa de Estados Unidos, que ganó el premio tres veces, en 1991, 1993 y 2001. Para el premio de 1991, el Departamento de Defensa de Estados Unidos “barrió los seis primeros puestos del top ten del doble discurso”. por utilizar eufemismos como “servir al objetivo” (bombardeo) y “paquetes de fuerza” (aviones de guerra). Entre las otras frases en liza estaban “ejercicio difícil en las relaciones laborales”, que significaba una huelga, y “descenso significativo en la producción agregada”, un intento de evitar decir la palabra recesión.

## Comité del NCTE sobre el Doble Discurso Público
El Comité del Doble Discurso Público del Consejo Nacional de Profesores de Inglés (NCTE) de Estados Unidos se formó en 1971, en pleno escándalo Watergate. Fue en un momento en el que existía un escepticismo generalizado sobre el grado de veracidad que caracterizaba las relaciones entre el público y los mundos de la política, el ejército y los negocios.
El NCTE aprobó dos resoluciones. Una pedía al Consejo que encontrara medios para estudiar los usos deshonestos e inhumanos del lenguaje y la literatura por parte de los anunciantes, para denunciar las ofensas ante la opinión pública y para proponer técnicas de enseñanza que prepararan a los niños para enfrentarse a la propaganda comercial. La otra pedía al Consejo que encontrara medios para estudiar las relaciones entre el lenguaje y la política pública y para rastrear, dar a conocer y combatir la distorsión semántica por parte de funcionarios públicos, candidatos a cargos públicos, comentaristas políticos y todos aquellos cuyo lenguaje se transmite a través de los medios de comunicación de masas.
Las dos resoluciones se llevaron a cabo mediante la creación del Comité del NCTE del Doble Discurso Público, un organismo que ha realizado importantes contribuciones a la hora de describir la necesidad de una reforma allí donde la claridad en la comunicación se ha distorsionado deliberadamente.

### Hugh Rank
Hugh Rank colaboró en la creación del Comité del Doble Discurso en 1971 y fue su primer presidente. Bajo su dirección, el comité publicó un libro titulado Language and Public Policy (1974), con el objetivo de informar a los lectores sobre el amplio alcance del doble discurso que se utiliza para confundir y engañar de forma intencionada al público. Puso de relieve las tergiversaciones del lenguaje y proporcionó estrategias para contrarrestarlo centrándose en la educación de las personas en la lengua inglesa para ayudarles a identificar cuándo se está empleando este recurso. También fue el fundador del esquema intensificar/minimizar, muy utilizado para identificar casos de doble discurso.

### Daniel Dieterich
Daniel Dieterich, antiguo presidente del Consejo Nacional de Profesores de Inglés, fue el segundo presidente del Comité del Doble Discurso después de Hugh Rank en 1975. Fue editor de su segunda publicación, Teaching about Doublespeak (1976), que llevaba adelante el encargo del Comité de informar a los profesores sobre formas de enseñar a los alumnos a reconocer y combatir el lenguaje diseñado para engañar y desinformar.

### William D. Lutz
William D. Lutz, profesor emérito de la Universidad de Rutgers-Camden, ha sido el tercer presidente del Comité del Doble Discurso desde 1975. En 1989 se publicó su libro Doublespeak y el tercer libro del comité, Beyond Nineteen Eighty-Four, bajo su dirección editorial. Beyond Nineteen Eighty-Four consta de 220 páginas y dieciocho artículos aportados por antiguos miembros del Comité y otras personas cuyos trabajos han contribuido a la comprensión pública del lenguaje, así como una bibliografía de 103 fuentes sobre el doble discurso. Lutz también fue editor de la desaparecida revista Quarterly Review of Doublespeak, que examinaba el uso del vocabulario por parte de los funcionarios públicos para ocultar el significado subyacente de lo que dicen al ciudadano. Lutz es uno de los principales colaboradores del comité, además de promover el término doble discurso entre el público masivo para informarle de sus cualidades engañosas. Menciona:
Para ser un consumidor eficaz del lenguaje no basta con expresar consternación por los adjetivos sin sentido, la concordancia inadecuada entre sujeto y verbo o su uso cuestionable. Todos los que usan el lenguaje deberían preocuparse por la congruencia entre las afirmaciones y los hechos, por si es, en palabras de Orwell, “en gran medida la defensa de lo indefendible” y por si “está diseñado para hacer que las mentiras parezcan verdades y los asesinatos respetables, así como para dar una apariencia de solidez al puro viento”.

## Educación contra el doble discurso
Charles Weingartner, uno de los miembros fundadores del comité del NCTE sobre el doble discurso público mencionó: “la gente no sabe lo suficiente sobre el tema (la realidad) como para reconocer que el lenguaje que se utiliza oculta, distorsiona, engaña. Los profesores de inglés debemos enseñar a nuestros alumnos que las palabras no son cosas, sino símbolos verbales o signos de cosas que, finalmente, deben ser llevadas a las realidades que representan para ser verificadas”.